# (3625) Fracastoro
(3625) Fracastoro est un astéroïde de la ceinture principale.

## Description
(3625) Fracastoro est un astéroïde de la ceinture principale. Il fut découvert le 27 avril 1984 à La Silla par Walter Ferreri. Il présente une orbite caractérisée par un demi-grand axe de 3,06 UA, une excentricité de 0,11 et une inclinaison de 5,0° par rapport à l'écliptique.

## Compléments